# جاك برينان (لاعب كرة قاعدة)
جاك برينان (بالإنجليزية: Jack Brennan)‏ هو لاعب كرة قاعدة أمريكي، ولد في 15 سبتمبر 1862 في سانت لويس في الولايات المتحدة، وتوفي في 24 مارس 1914.

## وصلات خارجية
- جاك برينان على موقعبيزبول رفرنس.كوم (الدوري الرئيسي) (الإنجليزية)
- جاك برينان على موقعبيزبول رفرنس.كوم (الدوري الثانوي) (الإنجليزية)